# 米罗斯拉夫·采拉尔
米罗斯拉夫·采拉尔（1939年10月28日—），南斯拉夫男子竞技体操运动员。他曾代表南斯拉夫获得1964年、1968年夏季奥运会体操比赛男子鞍马金牌，1964年男子单杠铜牌。